# 婚姻監禮人
婚姻監禮人（英語：Civil Celebrants of Marriages）指在香港註冊結婚不必在入境事務處婚姻登記處內進行，而可以選擇由律師所擔任的婚姻監禮人在任何地點、日期及時間進行。

## 簡介
自2006年4月21日起，在香港申請結婚的新人可以自由選擇婚姻監禮人，但是香港法例規定婚姻監禮人必須是律師，所以也可以稱為婚姻監禮律師制度。然而，申請結婚的新人還可以選擇在入境事務處婚姻登記處舉行婚禮。

## 最新情况
入境事務處2006年7月14日公布，自4月21日委任首批婚姻監禮人至今，已有693名婚姻監禮人獲委任。
自2006年4月下旬推出婚姻監禮人計劃後至6月底，已有超過600對準新人透過婚姻監禮人向婚姻登記官遞交擬結婚通知書，並有超過450對新人已由監禮人為他們證婚。
資料顯示，由婚姻監禮人主持婚禮的地點，包括監禮人的辦事處、酒店、會所、公園、婚姻服務公司的禮堂，以及鄉村的祠堂等。
入境處預計，將有更多準新人在下半年度結婚旺季選用婚姻監禮人提供的服務。
香港的婚姻監禮人的任期為5年。

## 費用

### 選用婚姻監禮人
登記費，用於呈交擬結婚通知書：HK$305港元
婚姻監禮律師費：大約 HK$3,000港元 至 HK$5,000港元，昂貴的可以高達HK$8,000港元（由市場決定）

### 選用舊制
登記費，用於呈交擬結婚通知書：HK$305港元
婚姻註冊費：（平日）HK$715港元；（假日）HK$1,935港元（法定）

## 参看
- 入境事務處
- 婚禮
- 澳門：第11/2024號法律《修改〈民事登記法典〉》於2024年7月1日生效後，私人公證員可以行使類似香港婚姻監禮人職能，在事先通知民事登記局的情況下，在擬議的時間和地點舉行婚禮

## 外部連結
- 入境事務處 - 婚姻監禮人計劃
  - 符合《婚姻條例》（第181章）附表4所訂明的婚姻監禮人的資格條件（“資格條件”）第1及2段的律師及公證人可申請成為婚姻監禮人。
  - 入境事務處《婚姻監禮人委任/續期委任申請書》附加小冊子《怎樣申請“成為婚姻監禮人”》 （页面存档备份，存于）
  - 獲委任的婚姻監禮人 （页面存档备份，存于）
- 香港立法會《婚姻(設立婚姻監禮人制度及一般修訂)條例草案》委員會及會議的紀要 （页面存档备份，存于）
- 入境事務處表示，婚姻登記官由今日開始，接受要求委任為婚姻監禮人的申請。 （页面存档备份，存于）
- 婚姻監禮人的基本資格 （页面存档备份，存于）